# Бумедьен, Хаят
Хаят Бумедьен (фр. Hayat Boumeddiene, 26 июня 1988) — французская «невеста джихада», присоединившаяся к Исламскому государству, возможная сообщница исполнителей терактов в Париже. Супруга Амеди Кулибали, который в январе 2015 года устроил захват магазина кошерных продуктов и убил четырёх евреев. После совершения терактов бежала на территорию Исламского государства. Французские спецслужбы предполагают, что она появилась в маске на одном из видео ИГ, вышедшем в феврале 2015 года. Возможно, погибла в марте 2019 года при авиаударе, нанесённом по расположенному в сирийском городе Багуз «французскому дому» — зданию, получившему свое название из-за того, что там проживали французские джихадисты.

## Биография
Родилась в парижском квартале Вилье-сюр-Марн в семье выходцев из Алжира. Её бывшая одноклассница характеризовала Хаят как обычную девушку, «тихую и милую», «очень спокойную».
Познакомилась и жила с Амеди Кулибали в Фонтнэ-о-Роз, юго-западном пригороде Парижа. В 2009 году они оформили брак по законам шариата, после этого Хаят стала носить мусульманскую одежду и ходить с Кораном. C мужем они ездили в Канталь, где жили у радикального мусульманина Джалеля Бегаля. Там она училась стрелять из арбалета.
Работала кассиром в магазине, была уволена после отказа снимать никаб (мусульманский головной убор, полностью скрывающий лицо). Она жаловалась подруге, что женщин в никабе иногда оскорбляют, и говорила: «Франция — никчёмная страна».
7 января 2015 года братья Саид и Шериф Куаши напали на редакцию «Шарли Эбдо», а 9 января Амеди Кулибали захватил кошерный супермаркет и потребовал от полиции разблокировать здание, где прятались братья Куаши. Во время захвата магазина он убил четырёх заложников-евреев, вечером французский спецназ начал штурм и застрелил Кулибали. Саму Бумедьен подозревают в убийстве 8 января сотрудницы полиции Клариссы Жан-Филипп в парижском пригороде Монруж. Однако турецкие власти заявили, что за несколько дней до парижских терактов Бумедьен прибыла в Турцию, а затем направилась в Сирию.
В феврале 2015 года ИГ выпустило видео, на котором его бойцы, говорящие на французском, угрожают Франции новыми терактами. Видео, возможно, снято в сирийской провинции Дайр-эз-Заур. Французские власти предположили, что женщина на видео в маске, камуфляже и с оружием в руках — это Хаят Бумедьен.
Также в феврале 2015 года вышло её интервью во франкоязычном журнале ИГ «Дар аль-ислам», хотя её фотография и имя не были приведены. Её представили как жену Абу Басира Абдуллаха аль-Ифрики (военное имя Амеди Кулибали). Она сказала о своём муже, что «его сердце пылало желанием присоединиться к своим братьям и бороться с врагами Аллаха на земле халифата».
В сентябре 2016 года полиция Франции арестовала группу женщин, готовивших теракты, в том числе взрыв у собора Парижской Богоматери. Они поддерживали связь с Бумедьен и имели отношение к Исламскому государству.